# Les fades
Les fades és un conte de Charles Perrault publicat en 1697 i recollit posteriorment a Els llibres de les fades, d'Andrew Lang.

## Argument
Una mare tenia dues filles, la primera era igual que ella, orgullosa i cruel i la segona, igual que el seu pare mort, bona i dolça. La mare no estimava la petita i la feia treballar nit i dia. Anant a la font, un matí es va trobar amb una vella que demanava almoina i va voler beure aigua. La nena li va donar amb afecte i va resultar que la vella era una fada que, agraïda, li va concedir el do de fer sorgir de la boca flors i joies cada cop que parlés.
En veure el prodigi, la mare va enviar la seva filla gran a la font. Allà es va trobar una princesa que venia assedegada. La noia li va respondre de males maneres que ella no era la seva criada i va resultar que era la mateixa fada amb una altra disfressa. La fada va castigar la supèrbia de la noia fent que sorgissin de la seva boca gripaus i serps cada cop que parlés.
La mare, desesperada, va fer fora les seves dues filles. La gran va morir sola al bosc, mentre que un príncep va recollir la petita, meravellat pel do concedit i el caràcter de la jova, i s'hi va casar.

## Anàlisi
La història recull bona part dels elements d'un conte de fades: el bosc com a lloc de pèrdua i desemparament (present per exemple a Hänsel i Gretel), el contrast entre germans essent el més jove el més noble, el premi final en forma de matrimoni reial per a una dona (com a La Bella Dorment, per exemple) o la presència d'elements màgics. Altres elements tradicionals són el símbol negatiu de la serp i el gripau, tots animals que recorden la temptació del Paradís; el personatge que posa a prova els protagonistes amb una disfressa o la injustícia inicial que es produeix amb els més bons (la noia és l'esclava de casa, com passa a La Ventafocs).
Una de les fonts de la història està al Pentamerone italià i a la història Biancabella, també italiana. S'inscriu en la línia qualificada a la classificació Aarne-Thompson com de "nena dolenta" (tipus 480), un grup d'històries que intenten alliçonar els nens sobre la virtut i la manera de comportar-se. L'orgull és un defecte menyspreat sempre a la literatura, ja des de temps grecs. La virtut moral s'associa sovint a la bellesa física, per això la nena jove és bonica, com passa a la majoria de contes.

## Galleria

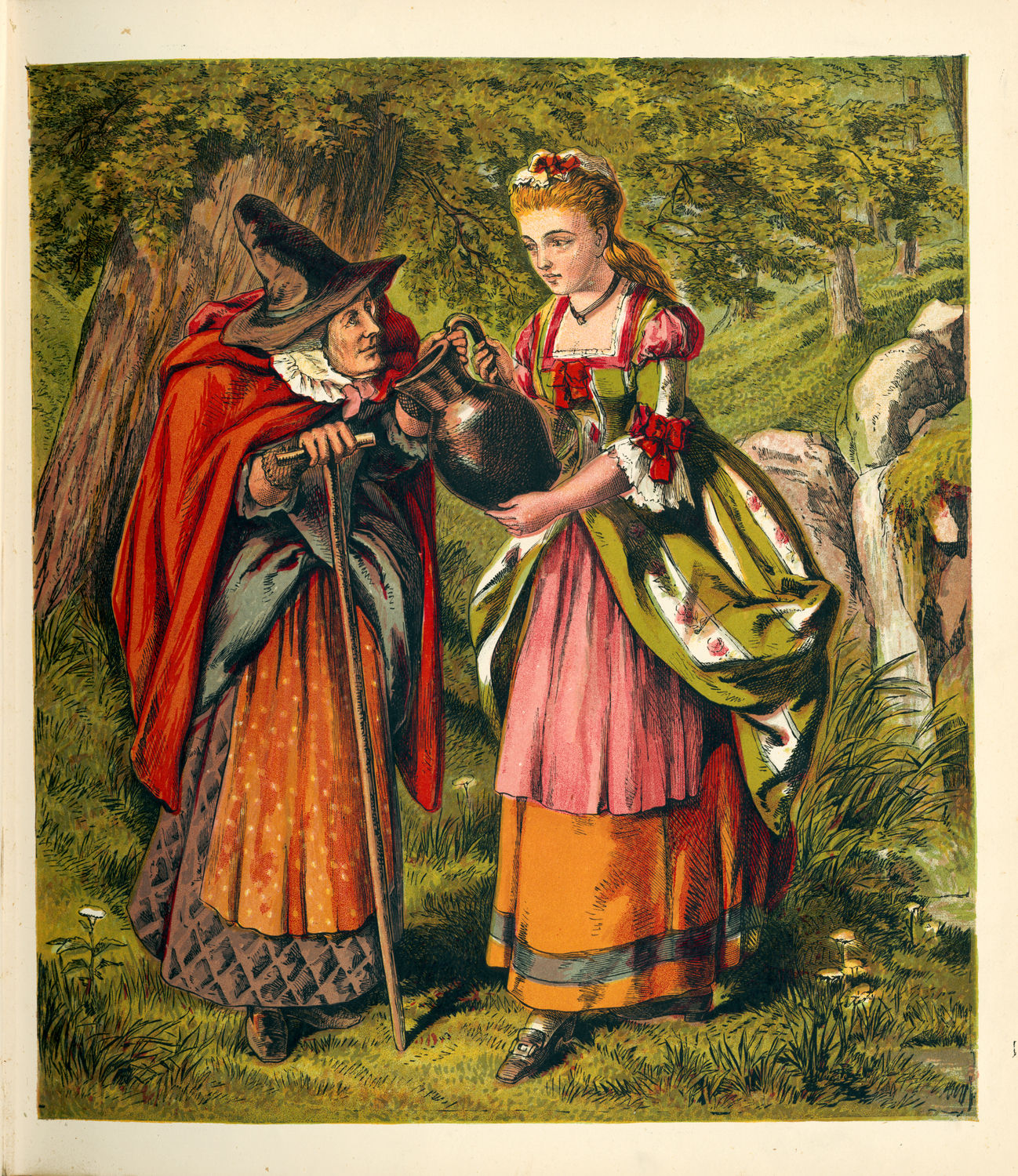
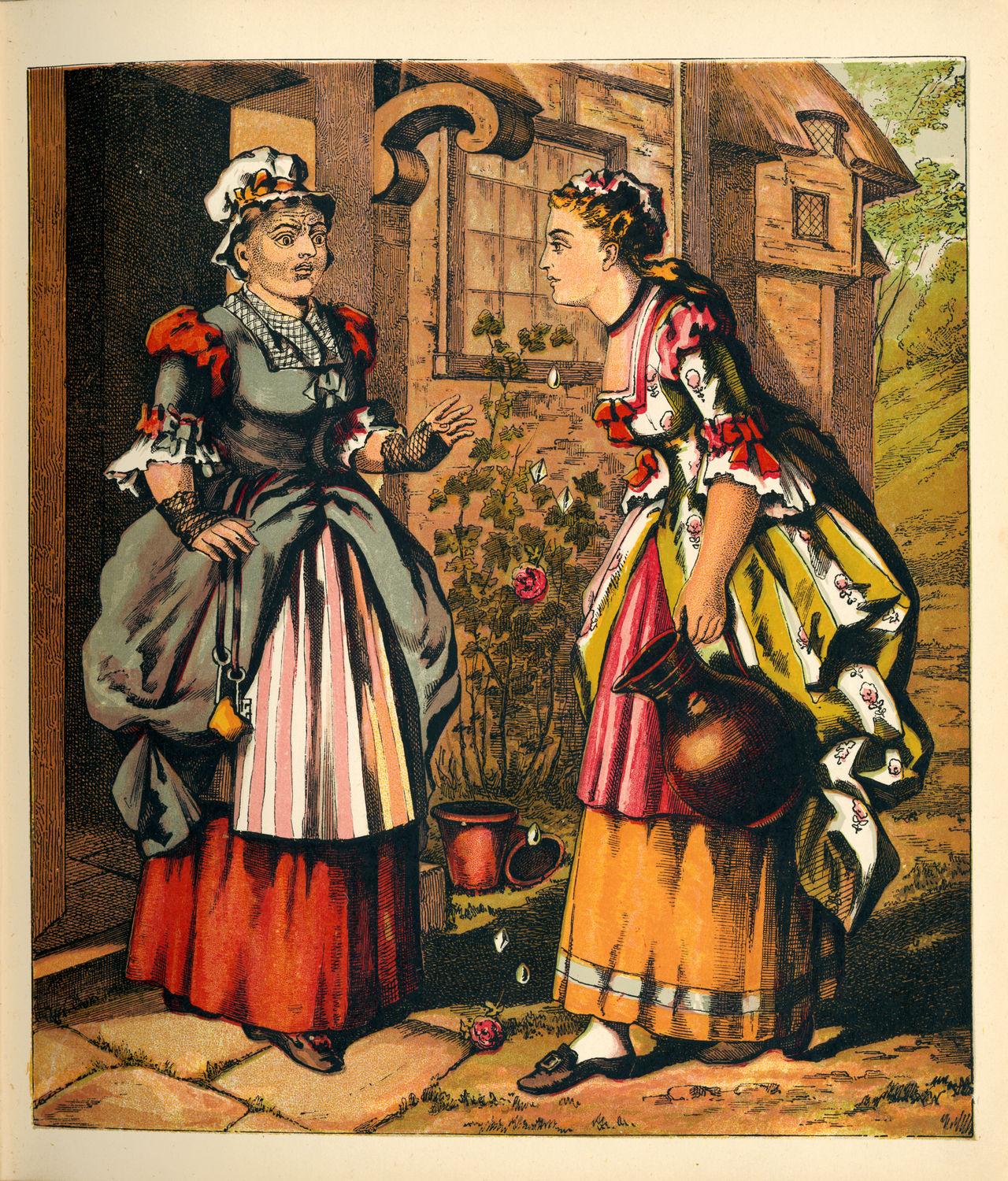
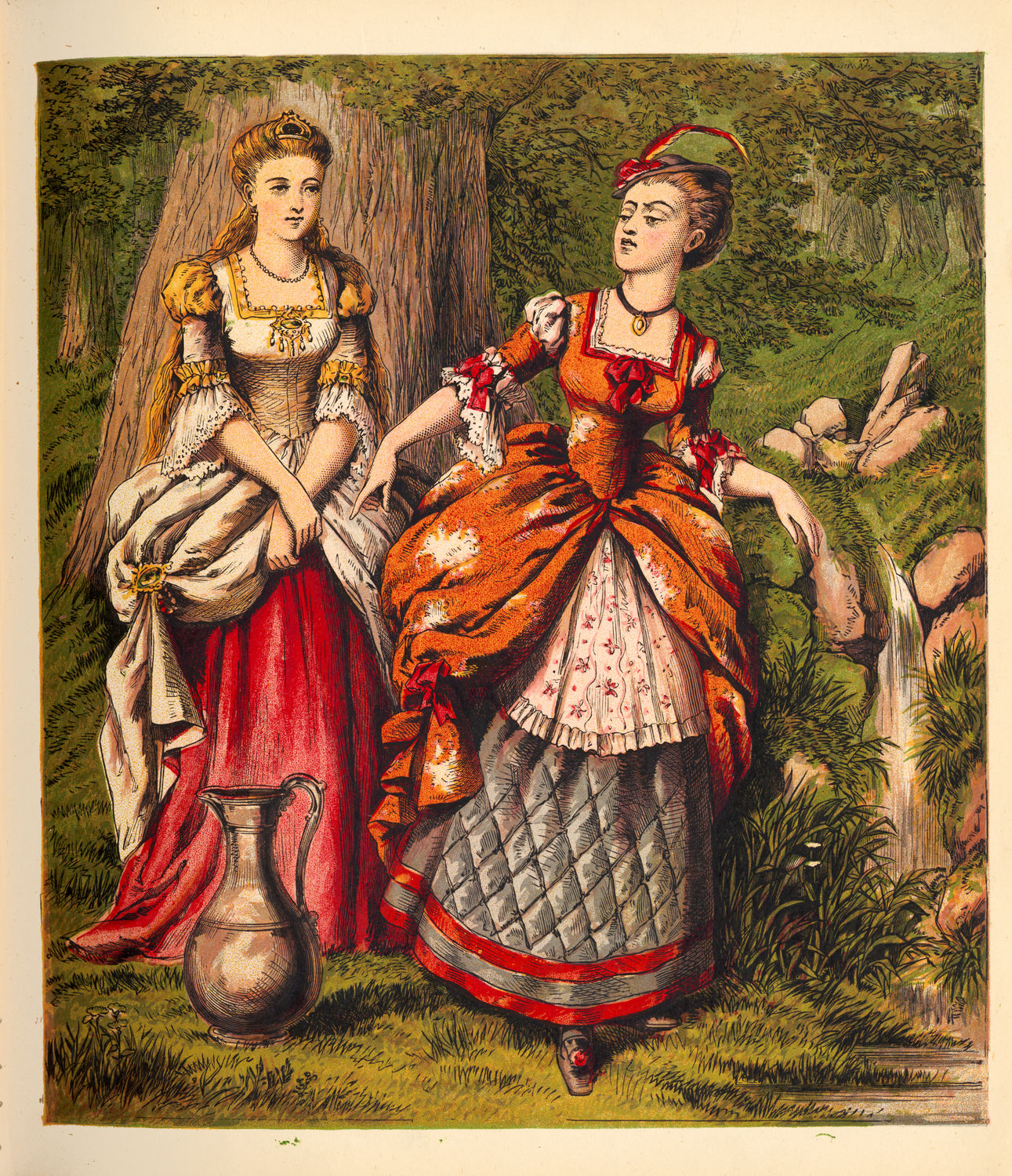
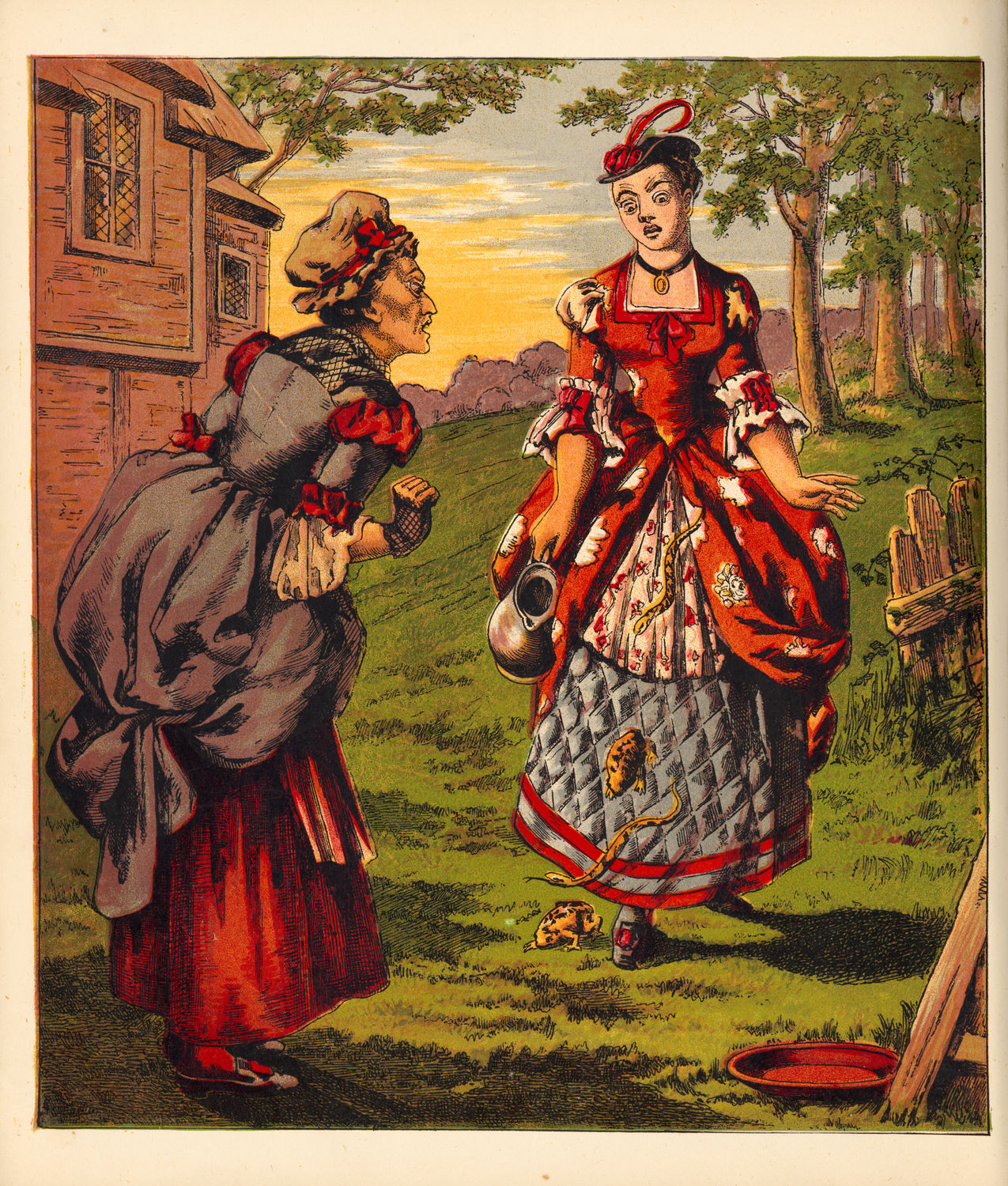
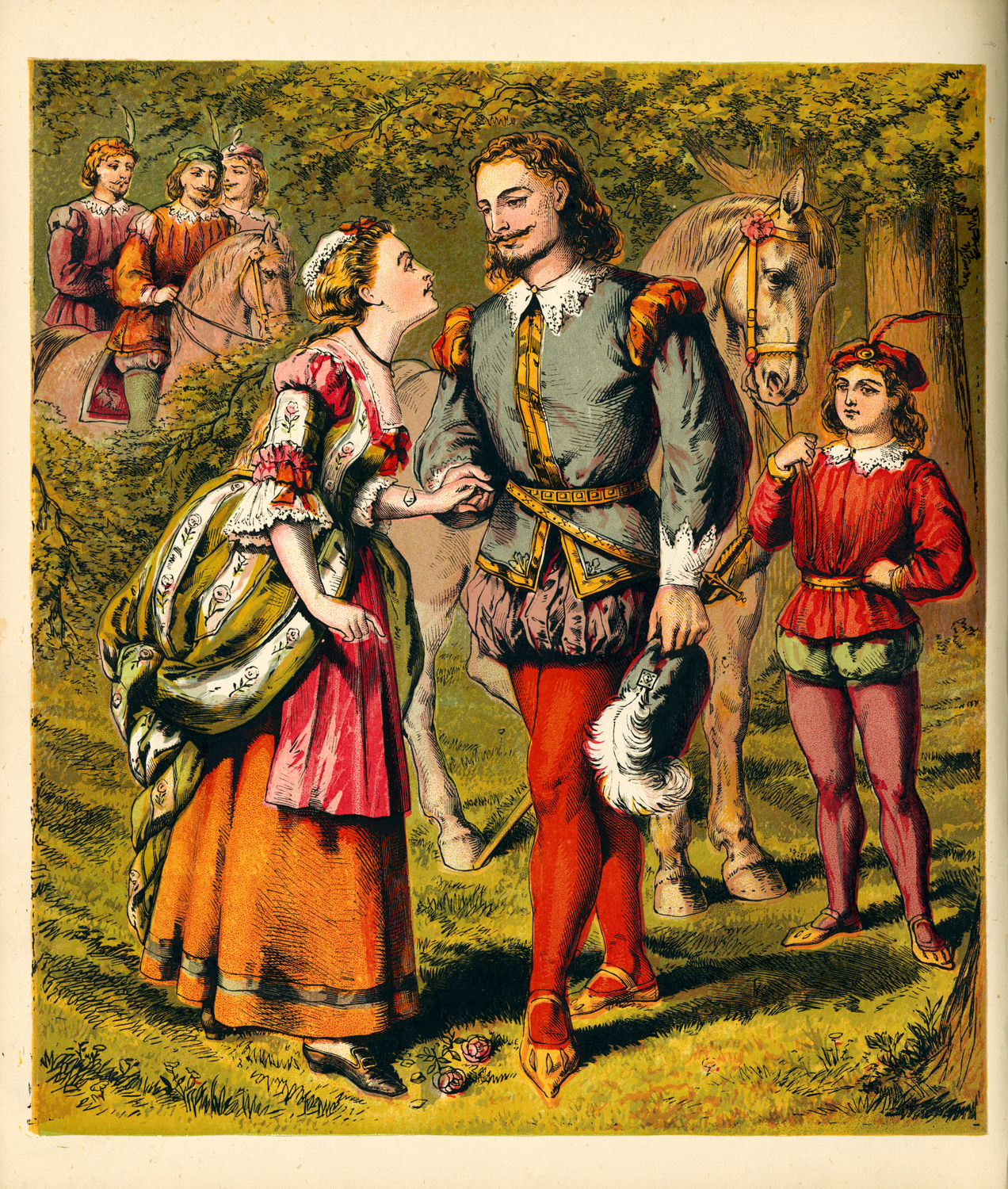
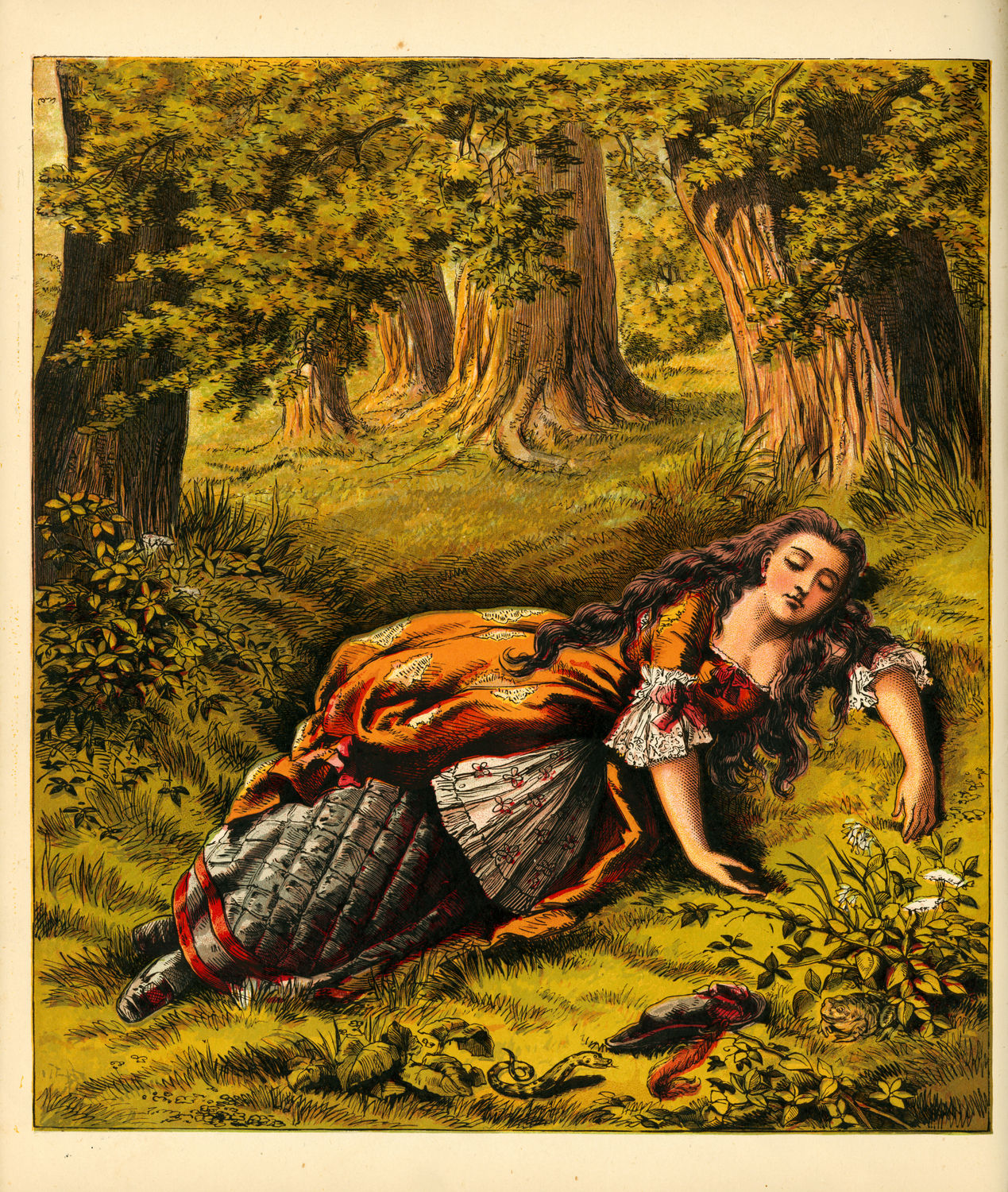